# Budapest (voilier)
Pour les articles homonymes, voir Budapest (homonymie).
Budapest est un voilier monocoque de course au large mis à l'eau en juin 1996, conçu par Nándor Fa et construit par Fa Hajo Kft. Ce bateau a participé à quatre Vendée Globe (1996-2000-2004 et 2008).

## Historique
Pour sa première compétition, Nandor Fa l'engage dans le Vendée Globe. Après un premier retour aux Sables, il repart mais une collision avec un cargo le force à abandonner. 
En 1997, Nandor et son co-skipper Albert Bargués terminent 4e de la Transat Jacques-Vabre en classe IMOCA. Albert Barguès pensait avoir le bateau pour le BOC Challenge mais il est mis en vente.
En 2000, Raphaël Dinelli le rachète pour courir le Vendée Globe. Il renomme le bateau Sogal Extenso. Il transforme le bateau en installant un arceau arrière pour aider le redressement (100kg), le mât en carbone réduit d'1,5m soit 25,5m. Il prend le départ mais, le 3 décembre 2000, il abandonne à la suite d'une avarie de safran.
En 2004, le bateau repart pour un troisième Vendée Globe sous le nom Akéna Vérandas qu'il termine 12e.
Toujours barré par Raphaël Dinelli, il fait, en 2008, un quatrième Vendée Globe sous le nom Fondation Océan Vital.
En 2017, il est racheté par un québécois et passe sous pavillon canadien, il subit un relookage complet. 
Le 19 juillet 2018, le bateau est arraisonné  par les services de douanes françaises qui le surveillaient depuis un petit moment, suspectant les nouveaux propriétaires de trafic de drogue. Les 2 hommes d'origine canadienne de l'équipage mettent le feu au bateau et sautent à l'eau. Ils sont récupérés par les douaniers qui ont aussi éteint le feu en deux heures,.

## Palmarès

### Budapest
- 1996 :
  - Abandon dans le Vendée Globe barré par Nándor Fa

- 1997 :
  - 4e dans la Transat Jacques-Vabre en classe IMOCA barré par Nándor Fa et Albert Bargués

### Sogal Extenso
- 2000 :
  - Abandon dans le Vendée Globe barré par Raphaël Dinelli

### Akéna Vérandas
- 2004 :
  - 12e du Vendée Globe barré par Raphaël Dinelli

### Fondation Océan Vital
- 2008 :
  - 10e du Vendée Globe barré par Raphaël Dinelli